# Gibbon (Minnesota)
Pour les articles homonymes, voir Gibbon (homonymie).
Gibbon est une ville américaine située dans le Comté de Sibley, dans le Minnesota. Selon le recensement de 2010, sa population est de 772 habitants.